# Um Homem: Klaus Klump
Um Homem: Klaus Klump é o primeiro romance da série O Reino do escritor português Gonçalo M. Tavares, publicado em 2003 pela Editorial Caminho.